# Бадича (Арђеш)
Бадича (рум. Bădicea) насеље је у Румунији у округу Арђеш у општини Ведеа. Oпштина се налази на надморској висини од 321 m.

## Становништво
Према подацима из 2002. године у насељу је живело 157 становника, од којих су сви румунске националности.